# Rodópis (conto)

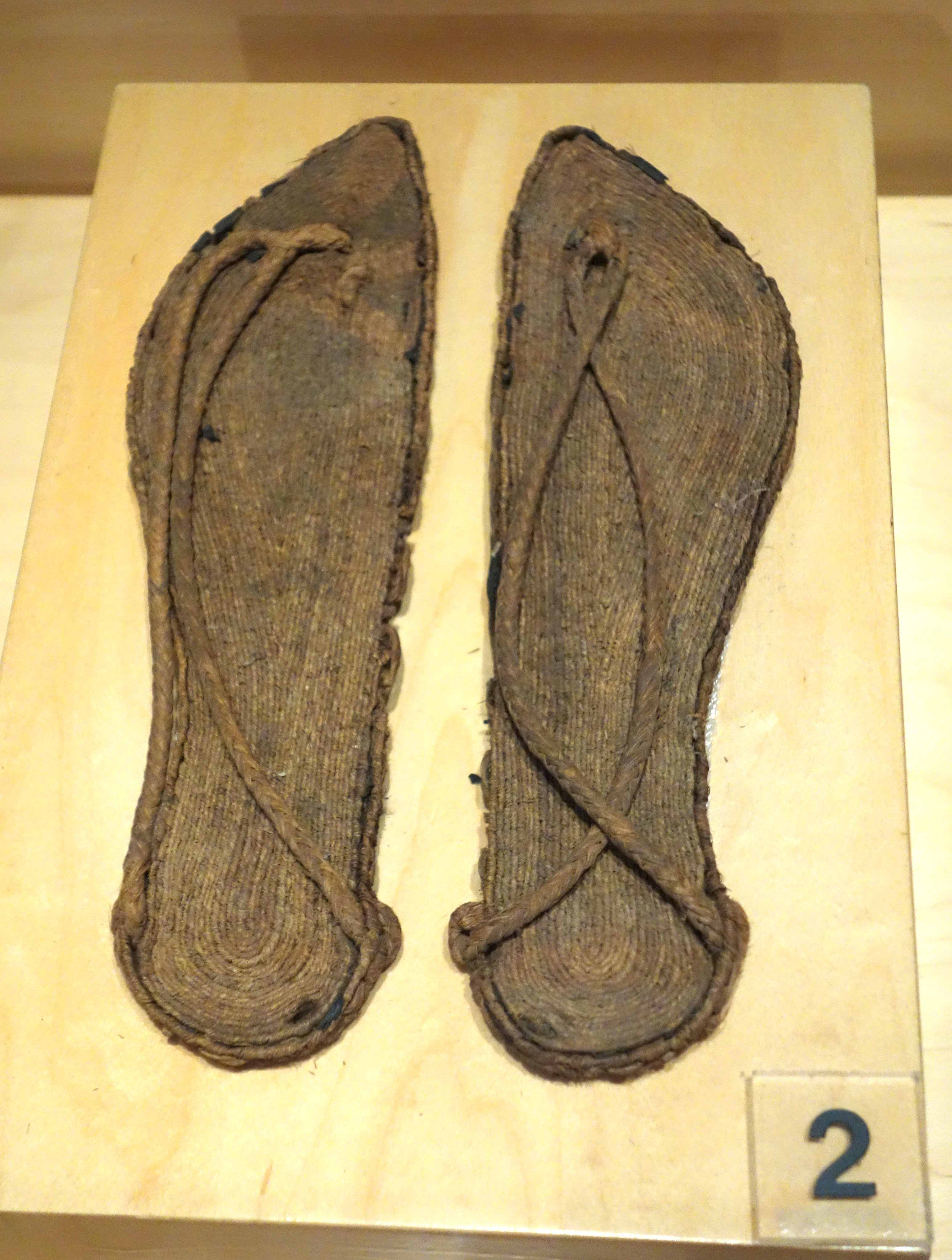
Par de sandálias egípcias feitas em fibra vegetal

Rodópis (em grego clássico: Ῥοδῶπις; romaniz.: Rhodôpis) é um conto antigo sobre uma garota grega escravizada que se casa com o faraó do Egito. A história foi registrada pela primeira vez pelo historiador grego Estrabão no final do século I a.C. ou início do I d.C. e é considerada a primeira variante conhecida da história da Cinderela.

## Narrativa
A história é registrada pela primeira vez pelo geógrafo grego Estrabão (64/3 a.C.–24 d.C.) em sua Geográfica (XVII.33), escrita em algum momento entre c. 7 a.C. e c. 24 d.C.:
| “ | Contam a fabulosa história de que, quando se banhava, uma águia arrancou uma de suas sandálias de sua empregada e a levou a Mênfis; e enquanto o rei administrava justiça ao ar livre, a águia, ao chegar acima de sua cabeça, jogou a sandália em seu colo; e o rei, emocionado tanto pelo belo formato da sandália quanto pela estranheza da ocorrência, mandou homens em todas as direções do país em busca da mulher que usava a sandália; e quando foi encontrada na cidade de Náucratis, foi levada a Mênfis, [onde] tornou-se a esposa do rei. | ” |

A mesma história foi relatada depois pelo orador romano Eliano (ca.  175–235) em sua Várias Histórias (XIII.33). Se assemelha muito à história de Estrabão, mas acrescenta que o nome do faraó era Psamético. Heródoto, cerca de cinco séculos antes de Estrabão, fala duma lenda popular sobre uma cortesã possivelmente aparentada chamada Rodópis em suas Histórias (II.134-5), alegando que veio da Trácia, era o escravo de Iadmão (Ἰάδμων) de Samos com o contador de histórias Esopo. Foi levada para o Egito no tempo do faraó Amósis II (r. 570–536 a.C.), onde foi libertada por uma grande soma por Caraxo (Χάραξος) de Mitilene, irmão de Safo, a poeta lírica.